# Relações entre Brasil e Noruega

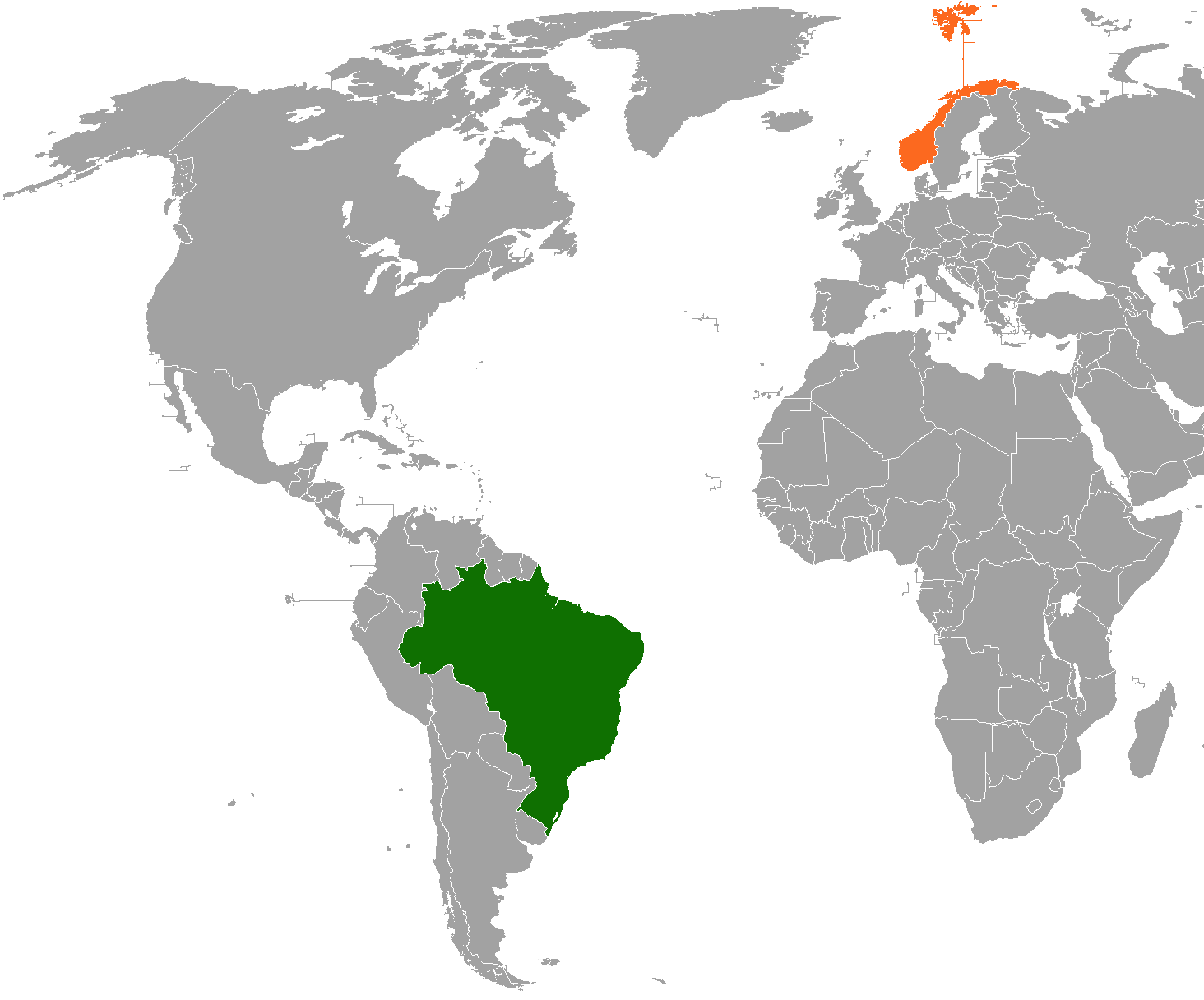
Encontro diplomático entre representantes do Brasil e da Noruega, refletindo a colaboração contínua entre os dois países em áreas como meio ambiente, comércio e cultura. A imagem ilustra o fortalecimento das relações bilaterais, especialmente no contexto da preservação ambiental, com ênfase em iniciativas conjuntas para o combate às mudanças climáticas e a proteção da Amazônia. Esse tipo de diálogo é um exemplo das ações diplomáticas realizadas para ampliar a cooperação entre o Brasil e a Noruega, um reflexo do seu comprometimento com a sustentabilidade global.

As relações entre Brasil e Noruega referem-se às relações diplomáticas entre a República Federativa do Brasil e o Reino da Noruega. Ambas as nações são membros da Organização das Nações Unidas.

## História
Iniciando no século XIX, imigrantes noruegueses começaram a se estabelecer no Brasil. Em 1851, imigrantes noruegueses foram um dos membros fundadores da cidade de Joinville, no estado de Santa Catarina. Em 1905, o Brasil foi um dos primeiros países a reconhecer a independência da Noruega depois da dissolução da união entre a Noruega e a Suécia. Desde então, as relações entre Brasil e Noruega se tornaram cordiais, baseadas em valores em comum e guiadas por respeito mútuo.
Em 1967, o rei Olav V da Noruega prestou uma visita oficial ao Brasil. Em 1991, o presidente Fernando Collor de Mello tornou-se o primeiro Chefe de Estado brasileiro a visitar a Noruega. Desde as primeiras visitas, muitas outras visitas e reuniões aconteceram entre os líderes de ambas as nações. Em anos recentes, o contato entre governos, empresas e indivíduos de ambos os países intensificou, criando um dinamismo no relacionamento bilateral. O Brasil é um dos maiores mercados para as indústrias naval e de abastecimento norueguesas, e Noruega e Brasil cooperam de maneira próxima em questões marítimas.
Durante os incêndios florestais na Amazônia em 2019, a Noruega suspendeu os pagamentos ao Fundo Amazônia do governo brasileiro (um mecanismo criado para proteger a Amazônia brasileira) depois de um surto de desflorestamento. A Noruega tem sido o maior doador ao fundo, tendo doado aproximadamente US$1.2 bilhões na década passada. O governo norueguês expressou preocupações acerca da taxa de desflorestamento desde que Jair Bolsonaro assumiu a presidência no Brasil.

## Visitas de Estado
Visitas de oficiais do Brasil à Noruega
- Presidente Fernando Collor de Mello (1991)
- Vice Presidente Marco Maciel (2002)
- Presidente Luiz Inácio Lula da Silva (2007)
- Ministro das Relações Exteriores Antonio Patriota (2013)
- Presidente Michel Temer (2017)

Visitas de oficiais da Noruega ao Brasil
- Rei Olav V da Norway (1967)
- Primeiro-ministro Gro Harlem Brundtland (1992)
- Primeiro-ministro Kjell Magne Bondevik (1998, 2003)
- Rei Harald V da Norway (2003)
- Primeiro-ministro Jens Stoltenberg (2008, 2012)
- Ministro da Relações Exteriores Jonas Gahr Støre (2011)
- Ministro da Relações Exteriores Børge Brende (2014)
- Príncipe Herdeiro da Noruega Haakon (2015)

## Acordos bilaterais
Ambas as nações assinaram alguns acordos, tais como: o Acordo de Cooperação Comercial e Econômica, Industrial e Técnica (1978); o Acordo para Evitar a Dupla Tributação (1980) e um Memorando de Entendimento sobre Diretrizes Técnicas, Higiênicas e Sanitárias para o Comércio Bilateral de Produtos da Pesca, da Aquicultura e seus Derivados (2003).

## Missões diplomáticas residentes
- O Brasil tem uma embaixada em Oslo.[1]
- A Noruega tem uma embaixada em Brasília e um consulado geral no Rio de Janeiro.[2]